# Рационалност (книга)
Рационалност: Какво представлява, защо се среща рядко, защо е важна (на английски: Rationality: What It Is, Why It Seems Scarce, Why It Matters) е книга от 2021 г. на канадско-американския когнитивен учен Стивън Пинкър. Книгата е публикувана на 28 септември 2021 г. от издателство Viking. На български език е издадена от изд. „Изток-Запад“ през 2022 г.
В нея рационалността се приема като ключов двигател на моралния и социалния прогрес и се опитва да разреши очевидния конфликт между научен прогрес и нарастващото ниво на дезинформация. Пинкър обяснява няколко концепции, които имат връзка с рационалността, например от логиката, теорията на вероятностите, статистиката и социалния избор.